# Naenara
Naenara (tiếng tiếng Hàn: 내나라; tiếng Việt: đất nước tôi) là cổng thông tin điện tử chính thức của chính phủ Cộng hòa Dân chủ Nhân dân Triều Tiên (viết tắt là: DPRK). Các danh mục của cổng thông tin bao gồm chính trị, du lịch, âm nhạc, ngoại thương, nghệ thuật, báo chí, công nghệ thông tin, lịch sử và "Triều Tiên là một".
Trang web có các ấn phẩm như Thời báo Bình Nhưỡng, Cộng hòa Dân chủ Nhân dân Triều Tiên (tạp chí), tạp chí Triều Tiên hôm nay và tạp chí của Tạp chí Ngoại thương Cộng hòa Dân chủ Nhân dân Triều Tiên cùng với thông tấn xã Trung ương Triều Tiên.

Quyền truy cập của người dùng Hàn Quốc vào trang web đã chính thức bị chính quyền Hàn Quốc chặn truy cập từ năm 2011 và tính đến ngày 17 tháng 7 năm 2014, trang web này vẫn đang bị chặn.